# 워 서바이버
《워 서바이버》(영어: Edge of Extinction)는 2020년 공개된 미국의 액션 스릴러 영화이다.

## 출연

### 주연
- 루크 홉슨 : 소년 역
- 조지 스미버트 : 소녀 역
- 크리스 카예 : 남자 역

### 조연
- 브린 호젠 : 요리사 역
- 니콜라스 체임버스 : 남편 역